# Palawan
Palawan – wyspa na Filipinach o powierzchni 12 188,6 km². Mieszka na wyspie 994 101 mieszkańców (2015). Wchodzi w skład prowincji Palawan.

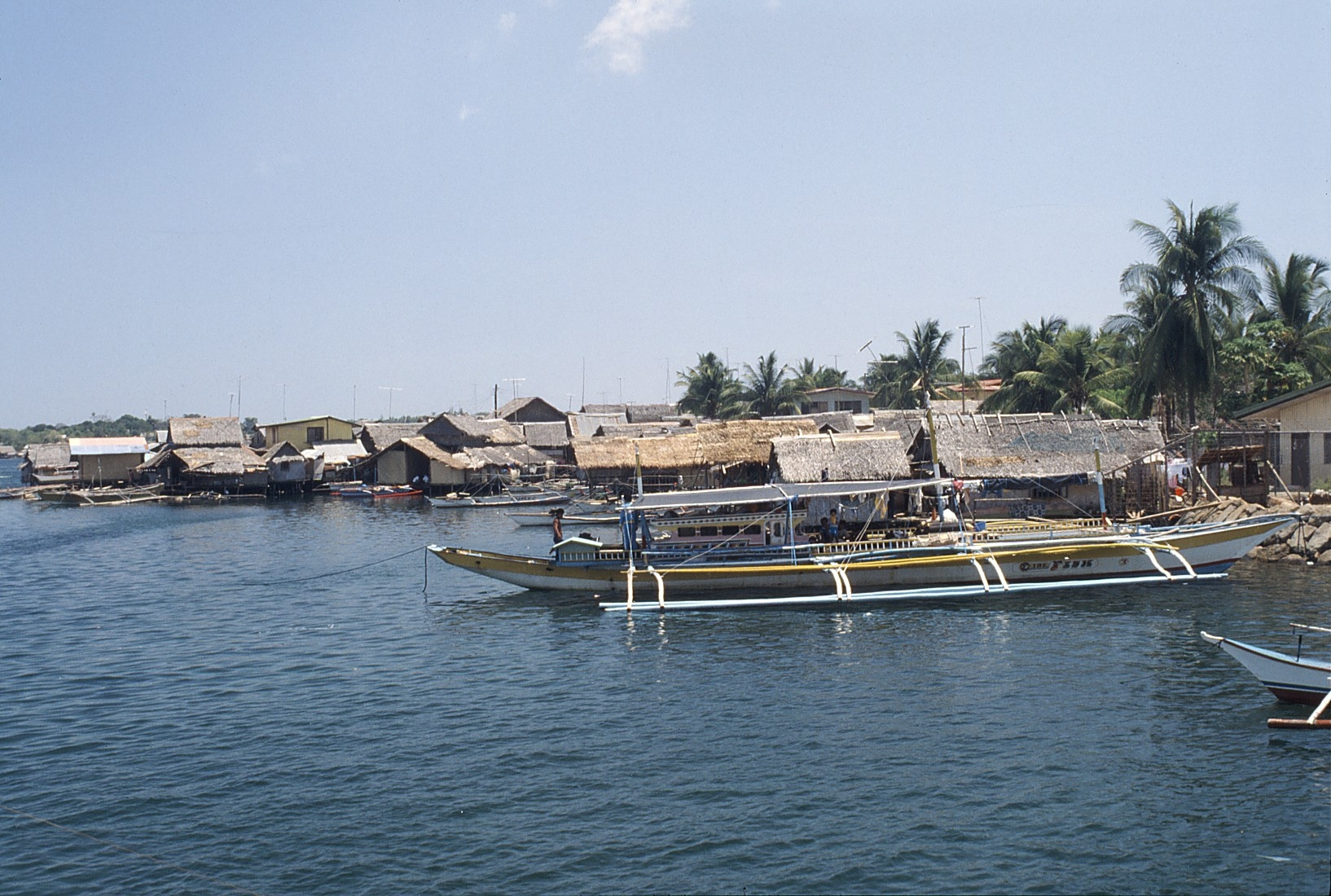
Osada rybacka na Palawanie

Wyspa o bardzo wydłużonym (425 km), wąskim (do 40 km) kształcie, długość linii brzegowej 1354,1 km; powierzchnia górzysta (najwyższe wzniesienie – Mount Mantalingajan, 2086 m n.p.m.), zalesiona; uprawa palmy kokosowej, kauczukowca, ryżu, trzciny cukrowej, batatów; rybołówstwo, pozyskiwanie drewna; rudy niklu, manganu, miedzi, chromu, w pobliżu eksploatacja ropy naftowej.
Główne miasto wyspy to Puerto Princesa.

## Turystyka
Rozwinięta jest turystyka, główne atrakcje wyspy to:
- Calauit Game Preserve & Wildlife Sanctuary – unikatowy rezerwat miejscowych i afrykańskich zwierząt, utworzony dekretem z 31 sierpnia 1976 roku;
- Palawan Wildlife Rescue and Conservation Center – ośrodek naukowy zajmujący się krokodylami;
- Tubbattaha Reefs – park morski wpisany na listę światowego dziedzictwa UNESCO,
- Coron Reefs – malowniczy zespół siedmiu jezior otoczonych przez klify wapienne;
- Park Narodowy Rzeki Podziemnej Puerto Princesa (Puerto Princesa Subterranean River National Park) wpisany na listę światowego dziedzictwa UNESCO;
- diugonie przybrzeżne;
- Jaskinie Tabon – jaskinie, w których znaleziono ślady ludzi pierwotnych, m.in. czaszkę człowieka sprzed 22 000 lat;
- nurkowanie (także do wraków japońskich okrętów z II wojny światowej), kajakarstwo i inne sporty wodne.

## Historia
Od XVII w. był pod panowaniem Hiszpanów, którzy utworzyli prowincję Calamianes ze stolicą w Taytay. W 1859 r. została podzielona na dwie prowincje: Castilla i Asturias. Na początku XX w. opanowana przez Amerykanów, w 1905 r. zmieniono nazwę na Palawan i przeniesiono stolicę do Puerto Princesa.
W czasie wojny na Pacyfiku w rejonie Puerto Princesa funkcjonował japoński obóz jeniecki. Więzieni w nim amerykańscy jeńcy wojenni pracowali przy budowie lotniska wojskowego. 14 grudnia 1944 roku japońscy żołnierze dokonali masakry jeńców, mordując 139 osób.